# The Contours
The Contours war eine amerikanische Gesangsgruppe, die 1958 in Detroit gegründet wurde.
Die Gruppe, die zunächst als Quartett begonnen hatte, wurde von Jackie Wilson dem Manager des Musiklabels Motown empfohlen. 1961 bekam die Band dort einen Plattenvertrag. Die erste veröffentlichte Single Whole Lotta Woman war ein Flop.
Dann schrieb Berry Gordy Jr., der Begründer und Manager von Motown, den Song Do You Love Me für die Formation – es wurde ein Millionenseller. 1963 nahm die englische Band Brian Poole & the Tremeloes diesen Titel ebenfalls auf und hatte damit in Großbritannien einen Nummer-eins-Hit.
Do You Love Me blieb der einzige größere Erfolg für The Contours. Der Song wurde später in die „Liste der 500 Songs, die den Rock and Roll am meisten geprägt haben“ der Rock and Roll Hall of Fame aufgenommen. Weiterhin war er 1987 Bestandteil des Soundtracks zu Dirty Dancing.

## Mitglieder
- Billy Gordon
- Billy Hoggs
- Joe Hoggs
- Joe Billingslea
- Sylvester Potts
- Hubert Johnson
- Huey Davis

## Diskografie

### Alben
- 1962: Do You Love Me (Now That I Can Dance)
- 1990: Flashback

### Kompilationen
- 1981: Do You Love Me (Now That I Can Dance)
- 1989: Motown Vintage Gold
- 1996: The Best of the Contours
- 1999: The Very Best of the Contours
- 2000: Essential Collection (VÖ: 28. Februar)
- 2003: All the Hits and Much More
- 2011: Dance with the Contours (VÖ: 28. März)
- 2014: Just a Little Misunderstanding: Rare and Unissued Motown 1965–68 (Splitalbum mit Dennis Edwards)

### Singles
| Jahr | Titel Musiklabel                                               | Höchstplatzierung, Gesamtwochen, AuszeichnungChartplatzierungen (Jahr, Titel, Musiklabel, Platzierungen, Wochen, Auszeichnungen, Anmerkungen) | Höchstplatzierung, Gesamtwochen, AuszeichnungChartplatzierungen (Jahr, Titel, Musiklabel, Platzierungen, Wochen, Auszeichnungen, Anmerkungen) | Höchstplatzierung, Gesamtwochen, AuszeichnungChartplatzierungen (Jahr, Titel, Musiklabel, Platzierungen, Wochen, Auszeichnungen, Anmerkungen) | Anmerkungen |
| Jahr | Titel Musiklabel                                               | UK | US | R&B | Anmerkungen |
| ---- | -------------------------------------------------------------- | --- | --- | --- | --- |
| 1962 | Do You Love Me? Gordy 7005                                     | — | US3 (34 Wo.)US | R&B1 (17 Wo.)R&B | Erstveröffentlichung: 29. Juni 1962 nichtzertifizierter Millionenseller Autor: Berry Gordy                                          |
| 1962 | Shake Sherry Gordy 7012                                        | — | US43 (9 Wo.)US | R&B21 (4 Wo.)R&B | Erstveröffentlichung: 15. November 1962 Autor: Berry Gordy                                                                          |
| 1963 | Don’t Let Her Be Your Baby Gordy 7016                          | — | US64 (6 Wo.)US | — | Erstveröffentlichung: 8. März 1963 Autor: Berry Gordy                                                                               |
| 1964 | Can You Do It Gordy 7029                                       | — | US41 (6 Wo.)US | R&B16 (9 Wo.)R&B | Erstveröffentlichung: 28. Februar 1964 Autoren: Berry Gordy, Richard Street                                                         |
| 1964 | Can You Jerk Like Me Gordy 7037                                | — | US47 (7 Wo.)US | R&B15 (10 Wo.)R&B | Erstveröffentlichung: 16. November 1964 Autoren: Ivy Jo Hunter, William Stevenson                                                   |
| 1964 | That Day When She Needed Me Gordy 7037                         | — | — | R&B37 (1 Wo.)R&B | B-Seite von Can You Jerk Like Me Autor: Smokey Robinson                                                                             |
| 1965 | First I Look at the Purse Gordy 7044                           | — | US57 (8 Wo.)US | R&B12 (11 Wo.)R&B | Erstveröffentlichung: 23. Juni 1965 Autoren: Smokey Robinson, Bobby Rogers                                                          |
| 1966 | Just a Little Misunderstanding Gordy 7052                      | UK31 (6 Wo.)UK | US85 (2 Wo.)US | R&B18 (6 Wo.)R&B | Erstveröffentlichung: 18. April 1966 Charteintritt in UK erst im Januar 1970 Autoren: Stevie Wonder, Clarence Paul, Morris Broadnax |
| 1967 | It’s So Hard Being a Loser Gordy 7059                          | — | US79 (3 Wo.)US | R&B35 (7 Wo.)R&B | Erstveröffentlichung: 9. März 1967 Autoren: James Dean, William Weatherspoon, Stanley McMullen                                      |
| 1988 | Do You Love Me? /Money (That’s What I Want) Tamla Motown 41903 | UK76 (3 Wo.)UK | — | — | Erstveröffentlichung: 30. Mai 1988 Splitsingle, B-Seite: Barrett Strong                                                             |

Weitere Veröffentlichungen
- 1961: Whole Lotta Woman (VÖ: 20. Februar)
- 1961: The Stretch (VÖ: 22. August)
- 1963: Pa I Need a Car (VÖ: 11. Juni)
- 1980: I’m a Winner (VÖ: Februar)
- 1989: Face Up to the Fact
- 1991: Running in Circles
- 1992: Look Out for the Stop Sign
- 2012: Claudia